# Cofán
O povo Cofán (A’i) é um dos povos ameríndios nativos de Napo, nordeste do Equador e sul da Colômbia, entre os rios Guamués, afluente do rio Putumayo (ou Içá) e Aguarico (afluente do rio Napo). Sua população hoje é de cereca de 3.500 pessoas, já tendo sido de 15 mil em meados do século XVI. Eles falam a Língua cofán ou A'ingae.

## Território
As terras ancestrais, a saúde na comunidade, a coesão social das comunidades Cofán no Equador estiveram bastante ameaçadas por muitas décadas de perfurações petrolíferas. Porém, reorganização dos nativos, campanhas pelo direito a terras e ações diretas contra a usurpação por empresas de petróleo proveram uma pequena estabilidade. Os maiores assentamentos são Sinangué, Dovuno, Dureno e Zábalo, sendo este último o que manteve o maior território.
Atualmente vêm sendo feitos esforços em Zábalo para trazer de volta alguns dos tradicionais animais de sua cultura, na área dos tributários do Rio Amazonas onde viviam. Ali estão sendo criados e soltos na natureza caimans e tartarugas. Estão também começando a ser criadas galinhas para prover alimentação. Muitos animais que vivem nesses domínios Cofán estavam em quase extinção em outros locais próximos, incluindo vários tipos de macacos, tapires, e botos cor-de-rosa, etc. Hoje há significantes populações desses animais na região.
A representação política dos indígenas é feita pela “Federacion Indigena de la Nacionalidad Cofan del Ecuador (FEINCE)”. Até 22 de dezembro de 2006, FEINCE era parte da CONFENIAE, a Confederação Indígena Regional (Equador). Eles saíram dessa Confederação em protesto pela presente infiltração política da organização, mas atualmente é novamente filiada à CONFENIAE e à CONAIE.  A FEINCE tem sua sede em Lago Agrio, na província de Sucumbíos.
Os Cofán são autorizados a viver e a patrulhar os 510 km² da Reserva Ecológica Cofán de Bermejo, que foi criada em 30 de janeiro de 2002. Os Cofán em realidade controlam cerca de 4 mil km² (1 milhão de acres) da floresta tropical da Amazônia. Isso pode até parecer pouco, mas é apenas uma fração dos 30 mil km² da antiga original área dos Cofáns.
Na Colômbia tem sido demarcadas seis terras indígenas. Em junho de 2008, a Colômbia criou o "Santuario de Flora Plantas Medicinais Orito Ingi-Ande”, um Parque Nacional de cerca de 10 mil km² para as plantas tradicionalmente cultivadas ou usadas pelos Cofans.

## História
Os Cofáns tiveram muitos contatos com os europeus dafoças coloniais espanholas, com Equatorianos e Colmbianos. Eles defenderam a si próprios, a seus vassalos e aliados, contra os Espanhóis no final do século XVI, tendo destruído a cidade de Mocoa (Putumayo), que fora fundada pelo invasor europeu. Os espanhóis tiveram que se retirar e o Padre jesuíta Rafael Ferrer, um bem sucedido missionário Jesuíta que ali chegou em 1602, foi perseguido após a expulsão dos colonizadores e seus liderados também fugiram. Visitas ocasionais de invasores estranhos a procura de ouro e terras, também de evangelizadores ocorreram por alguns séculos a seguir e as doenças européias causaram queda na população. O Ciclo da borracha da Amazônia no final do século XIX e no início do século XX, aumentaram os contatos, especialmente com missionários, tanto de caráter cultural como religiosos. A população chegou a ser reduzida a 350 pessoas por causa da malária, tuberculose e sarampo, sendo que antes desses contatos era da ordem de 15 a 20 mil Cofáns (conf. Borman).
Randy Borman descreveu a resposta dos Cofans a essa história traumática como uma atitude “que pode ser melhor chamada de uma aceitação estoica dos incompreensíveis meios dos intrusos como uma estratégia de sobrevivência. Estupros e roubos são preferíveis à morte e, se nós não fizermos nada, os invasores eventualmente irão embora e nós, então, vamos pegar todas as peças e continuar (Conf. Borman).
Uma Fundação Cofan foi formada para ajudar a preservar a cultura, recuperar as comidas tradicionais nos rios e arrumar fundos para mandar algumas crianças a Quito para educação. Hoje a tribo faz grandes canoas de fibra de vidro para usar nos rios e também para vender. Eles usam essas canoas em materiais sintéticos para poupar as poucas árvores maiores existentes junto aos rios. São necessárias sete horas com canoa motorizada para ir das tribos até a estrada mais próxima de Zabalo.
Uma missão de sondagem abortiva de petróleo da Shell Oil visitou o território Cofán de 1945 até 1949.
Bud e Bobbie Borman, missionários, marido e mulher, do Summer Institute of Linguistics, estavam entre um dos poucos visitantes que permaneceram entre os Cofán. A missão do SILera traduzir o Novo Testamento para novas línguas e assim difundir o Cristianismo. Os Bormans providenciaram medicamentos, abriram escolas na Língua cofán e treinamentos diversos. Os Bormans seguiram adiante educando seus próprios filhos na cultura Cofán e agiram em cooperação com o chefe Cofán Guillermo Quenama.
Em 1964, “Geodetic Survey, Inc” abriram caminhos sísmicos e detonaram explosivos subterrâneos para localizar depósitos de Petróleo para um consórcio Texaco-Gulf. A estrada foi construída em 1972, de Quito para a nova cidade petrolífera de “Lago Agrio” e a extração começou. A colonização por pessoas sem terra vindas das terras altas continuou. Por volta de 1982, 47% da população era de migrantes, 70% dos quais chegaram na última década do maior desenvolvimento das exploração petrolífera. Enquanto isso, vazamentos de óleo, queima de “flares” de gás, despejos não tratados, tudo isso comprometeu muito a meio ambiente, a subsistência e saúde tanto dos Cofáns, como dos colonos ali assentados.